# Nicolò Cammarata
Nicolò Cammarata (Resuttano, 3 novembre 1950) è un giocatore di biliardo italiano.
Tra i piazzamenti: 2º posto ai mondiali 5 birilli del 1982; 2º posto agli europei 5 birilli del 1986.

## Palmarès
- 1975 Campione italiano a coppie goriziana 1ª serie
- 1983 Campione italiano a coppie 5 birilli/goriziana masters
- 1984 Grand prix di Saint Vincent
- 1986 Campione individuale masters goriziana
- 1988 Campionato italiano biathlon
- 1991 Campionato italiano biathlon